# Austin (Oregon)
Austin az Amerikai Egyesült Államok északnyugati részén, Oregon állam Grant megyéjében, az Oregon Route 7 mentén elhelyezkedő önkormányzat nélküli település.

## Története
Nevét Minot és Linda Austin telepesekről, a Mr. Newton által alapított Austin House hotel üzemeltetőiről kapta. A posta 1888 és 1950 között működött.
A Sumpter Valley Railway vasútvonalának kiépülésével Austin fontos faipari rakodóhely lett, azonban a közeli Bates gyárvárosának megalapításával veszített jelentőségéből. A település messzebbi bányákat is ellátott felszerelésekkel; fénykorában három fűrészüzem működött itt, a lakosságszám pedig elérte az ötszáz (egyesek szerint az ötezer) főt. Több orvosi rendelő, ügyvédi és ingatlaniroda, valamint egy fogda is volt itt. A térség bányavárosainak elnéptelenedésével Austin is hanyatlásnak indult.
1997-ben a U.S. Route 26 mentén megnyílt Austin Junction benzinkútja és kocsmája, amely szintén az Austin House nevet viseli.

## Fordítás
- Ez a szócikk részben vagy egészben  az   Austin, Oregon című angol Wikipédia-szócikk ezen változatának fordításán alapul.  Az eredeti cikk szerkesztőit annak laptörténete sorolja fel. Ez a jelzés csupán a megfogalmazás eredetét és a szerzői jogokat jelzi, nem szolgál a cikkben szereplő információk forrásmegjelöléseként.